# Juan José Gurruchaga
Juan José Gurruchaga Vergara (Santiago, 29 de noviembre de 1977) es un actor, conductor de televisión y empresario chileno que se hizo conocido por su rol de Darío Carmona en la teleserie 16 y posteriormente en 17. 
Fue conductor de los programas Los improvisadores en Vía X y Quiero mi fiesta en Canal 13, hasta que emigró a La Red, donde condujo Mañaneros y Así somos. hasta finales del 2013.

## Vida privada
Contrajo matrimonio con Cristina Leguizamon.

## Televisión

### Como actor
| Año  | Título             | Papel            | Canal               |
| ---- | ------------------ | ---------------- | ------------------- |
| 2003 | 16                 | Darío Carmona    | Televisión Nacional |
| 2004 | 17                 | Darío Carmona    | Televisión Nacional |
| 2005 | Los treinta        | Benito Lorca     | Televisión Nacional |
| 2005 | Versus             | Álvaro Cox       | Televisión Nacional |
| 2006 | Floribella         | Gaspar Balmaceda | Televisión Nacional |
| 2007 | Alguien te mira    | Ángel Montalva   | Televisión Nacional |
| 2007 | Amor por accidente | Polo Rivera      | Televisión Nacional |
| 2009 | ¿Dónde está Elisa? | Esteban Briceño  | Televisión Nacional |
| 2010 | Cartas de mujer    | Alonso Alcántara | Chilevisión         |
| 2014 | Vuelve temprano    | Felipe Zabela    | Televisión Nacional |
| 2015 | Dueños del paraíso | El Litre         | Televisión Nacional |
| 2017 | Wena profe         | Renato Acuña     | Televisión Nacional |
| 2017 | Soltera otra vez 3 | Álex Rodríguez   | Canal 13            |

#### Como conductor
| Año       | Programa               | Rol       | Canal       |
| --------- | ---------------------- | --------- | ----------- |
| 2005-2007 | Pasiones               | Panelista | TVN         |
| 2006      | Corre Video            | Conductor | TVN         |
| 2010-2011 | Los improvisadores     | Conductor | Via X       |
| 2011      | Radar TV               | Conductor | Via X       |
| 2011      | Improvisadores de lujo | Conductor | Mega        |
| 2011      | Quiero mi fiesta       | Conductor | Canal 13    |
| 2011-2013 | Así somos              | Conductor | La Red      |
| 2011-2013 | Mañaneros              | Conductor | La Red      |
| 2014      | Juga2                  | Capitán   | TVN         |
| 2016      | Sabingo                | Conductor | Chilevisión |

## Otros proyectos
- Colegio 40 (2005-2006, 40 Principales) - Conductor radial.
- Teatro en Chilevisión (2011, Chilevisión) "El dinero no hace la felicidad" - Mánager de Cata-
- Canoso y Ganoso (2015), Candela FM - Conductor radial.